# HMS Repulse (1892)
HMS Repulse – brytyjski pancernik z przełomu XIX i XX wieku. Należał do typu Royal Sovereign. Był to dziesiąty okręt Royal Navy noszący tę nazwę.

## Konstrukcja
Pancerniki typu Royal Sovereign zostały zaprojektowane przez sir Williama White'a. W momencie oddania do służby były najpotężniejszymi okrętami wojennymi na świecie.

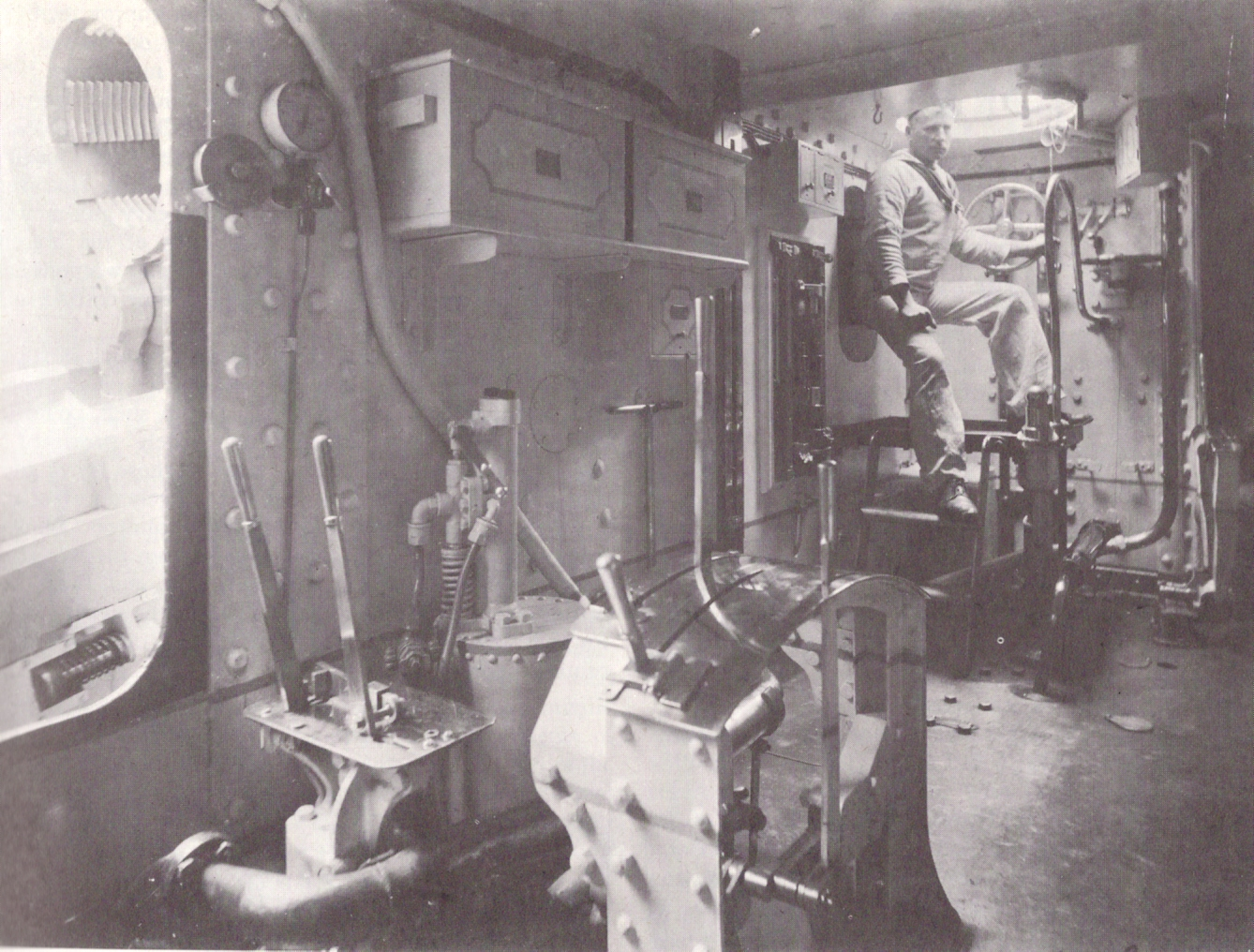
Wnętrze barbety dział 343 mm na „Repulse”. Działo widoczne po lewej stronie. Z przodu dźwignie obsługujące system hydrauliczny kierowania barbetą.

HMS „Repulse” posiadał artylerię główną kalibru 343 mm rozmieszczoną w dwóch dwudziałowych barbetach. Artyleria średnia składała się z 10 dział kalibru 152 mm, a lekka z 16 dział 57 mm i 12 dział 47 mm. Pancernik posiadał także siedem wyrzutni torpedowych (pięć nawodnych i dwie poniżej linii wodnej). Opancerzenie miało grubość 457 mm w pasie głównym, zmniejszając się po stronie dziobowej i rufowej do 356 mm, a w pasie górnym wynosiło od 102 do 76 mm.
Okręt miał wysoką wolną burtę, co poprawiało jego walory morskie przy znacznej masie. Ponieważ wcześniejsze okręty tego typu nadmiernie kołysały się na wzburzonym morzu, na „Repulse” zamontowano stępkę przechyłową, co poprawiło właściwości morskie okrętu. Następnie takie same stępki przechyłowe zainstalowano na pozostałych pancernikach typu Royal Sovereign.
W 1904 roku przeszedł modernizację, podczas której zostały usunięte nawodne wyrzutnie torpedowe, a działa 152 mm na górnym pokładzie zostały umieszczone w kazamatach.

## Historia służby
Stępkę pod budowę HMS „Repulse” położono 1 stycznia 1890 roku w stoczni Pembroke Dockyard. Wodowanie miało miejsce 27 lutego 1892 roku, wejście do służby 25 kwietnia 1894 roku.
Rozpoczął swą służbę we Flocie Kanału. W 1894 i 1895 roku brał udział w manewrach Royal Navy. Był jednym z okrętów, który uświetnił otwarcie Kanału Kilońskiego w czerwcu 1895 roku. 18 lipca 1896 roku zderzył się ze swym bliźniaczym okrętem  HMS „Resolution”. W kolejnych latach brał udział w dorocznych manewrach floty. 4 lutego 1900 roku w Sheerness zderzył się z zakotwiczoną barką, a 27 października 1901 roku podczas holowania na miejsce kotwiczenia wszedł na mieliznę, ale po dwóch godzinach uwolnił się bez uszkodzeń.
Od kwietnia 1902 roku do listopada 1903 roku służył we Flocie Śródziemnomorskiej. W 1904 roku przeszedł modernizację. W latach 1905–1907 we Flocie Rezerwowej, a następnie w rezerwie. W 1911 roku został złomowany w Morecambe.